# Lèuctron (Messènia)
Lèuctron (en grec antic: Λεῦκτρον, en Estrabó i Claudi Ptolemeu) o Leuctra (Λεῦκτρα, en Diodor de Sicília, Plutarc, Plini el Vell i Pausànies) fou una població de Messènia situada a la costa occidental del Golf, entre Cardàmila i Tàlames, a tocar de la frontera amb Lacònia. Les ruïnes estan situades en un pujol vora la moderna vila de Stoúpa.
La llegenda diu que fou fundada per Pèlops, i era considerada una de les ciutats originals dels messenis. Filip II de Macedònia, el 338 aC, la va cedir a Messènia, però al segle i aC era part de la confederació dels laconis lliures fundada per August, segons Estrabó i Pausànies. Pausànies descriu un temple amb una estàtua d'Atena a l'acròpoli, i un temple i una estàtua de Cassandra (allà anomenada Alexandra), una estàtua de marbre d'Asclepi i una altra d'Ino, i figures de fusta (xóanon) d'Apol·lo Carneu.